# Ebro S700
L'Ebro S700 és un vehicle crossover de mida mitjana (segment C) produït pel fabricant d'automòbils EV Motors. És un automòbil més petit que l'Ebro S800 i més gros que l'Ebro S400.
Es preveu que es fabriqui a la planta d'EV Motors de Barcelona a partir del 18 de novembre de 2024. El model es va presentar el 22 de maig de 2024.